# EMTN
Een EMTN, voluit Euro Medium Term Note is een obligatie, uitgegeven buiten Noord-Amerika. Het is een middellange-termijn-lening, vastgelegd in een standaard-document, Euro Medium Term Note Programme (EMTN programme) genaamd. Een specifiek EMTN programme wordt gepresenteerd in een prospectus. Voor de onderneming is het een van de mogelijkheden om geld op de kapitaalmarkt te lenen. 
Op basis van een EMTN-programma biedt een bank aan beleggers op maat gesneden beleggingsproducten aan met een lagere nominale tegenwaarde, bijvoorbeeld 1000 of 50.000 euro.

## Eigenschappen
EMTN's worden doorgaans uitgegeven op de internationale kapitaalmarkt buiten het land van vestiging, gewoonlijk in landen die de euro als valuta hebben. Gebruikelijk is een looptijd van 5 tot 10 jaar, maar dit kan ook korter of langer zijn. Voor de belegger is het een mogelijkheid om te investeren in vreemde valuta op buitenlandse markten. De rentes zijn doorgaans hoger dan gebruikelijk. De bemiddelingskosten zijn wel hoger. Per saldo kan de opbrengst daardoor relatief laag zijn.
De risico's zijn hoger, omdat de financiële activa niet zijn gedekt door reële activa. Lehman Brothers, die in 2008 de grote internationale financiële crisis veroorzaakte, promootte $1,000 medium-term notes met mooie beloften van grote opbrengsten en terugkoop-garantie. Na het faillissement konden de investeerders naar hun centen fluiten. Zij konden ze nog slechts verkopen voor 10-55 dollarcent.
Het gaat om grote bedragen van tientallen miljoenen tot miljarden per aanbieding. EMTN's kunnen worden aangeboden in uiteenlopende valuta met uiteenlopende  vaste vervaldata. Zij zijn vergelijkbaar met Eurobonds.

## Als economisch-politiek instrument
De Europese Unie zet EMTN's in als macro-economisch instrument om de internationale economie te beïnvloeden. 
In 2002 kreeg de Raad van de Europese Unie de bevoegdheid om – al dan niet op initiatief van de Europese Commissie – middellange-termijn financiële steun te verlenen aan EU-lidstaten, om problemen met de betalingsbalans te verlichten. Leningen tot 12 miljard euro waren mogelijk. In 2005 werd de EC gemachtigd om namens de EU en/of Euratom leningen tot 4 miljard euro volgens het EMTN programme aan lidstaten te verstrekken, met looptijden tussen 3 maanden en 30 jaar. Ook leningen aan niet-lidstaten met ernstige financiële problemen waren mogelijk. Euratom werd gemachtigd verbetering van de veiligheid van kerncentrales te financieren.
In 2011 werden EMTN's goedgekeurd voor de Europese Financiële Stabiliteitsfaciliteit. Hiermee werden door de Europese Commissie namens de EU miljarden-leningen verstrekt aan landen binnen of buiten de EU voor het saneren van schulden. Hiertoe werd het maximum verhoogd tot 80 miljard euro.

## Regelgeving
De Europese "Richtlijn 2003/71/EG" stelt voor het aanbieden van bepaalde effecten binnen de EU een prospectus verplicht, die aan de potentiële belegger beschikbaar moet worden gesteld, zodat deze deze de risico's van het product kan beoordelen alvorens tot aankoop over te gaan. Deze regeling geldt ook voor Euro Medium Term Note Programmes. Prospectussen van Nederlandse bedrijven staan onder toezicht van de Autoriteit Financiële Markten (AFM) en moeten door deze worden goedgekeurd. In ieder lidstaat van de EU is één financiële autoriteit aangewezen die toezicht houdt op de handel in EMTN's en andere effecten.
De Richtlijn is gewijzigd met Richtlijn 2010/73/EU van 24 november 2010. In juni 2017 werd de regeling verder aangepast met Verordening (EU) 2017/1129. Hierin werd onder andere de prospectus-verplichting voor aanbiedingen met een totale tegenwaarde in de EU beneden 1 miljoen euro juist opgeheven (artikel 1.3). Beneden 8 miljoen kunnen lidstaten ook een vrijstelling geven (artikel 3.2). Bij een individuele aanbieding boven 100.000 euro is een prospectus nooit verplicht. Ondanks de Brexit blijft deze regelgeving in het VK van toepassing via de "Prospectus Regulation".
De Europese Unie en Euratom hebben de totale waarde van de uit te geven leningen begrensd tot maximaal 80 miljard euro per keer, of de omgerekende waarde in het geval het andere valuta betreft.

## Voorbeelden
- TenneT heeft veel EMTN programmes uitgegeven.[11]
- Schiphol[12]